# 677
677 (DCLXXVII) fue un año común comenzado en jueves del calendario juliano, en vigor en aquella fecha.

## Acontecimientos
- Teodoro I de Constantinopla asume el cargo de Patriarca de Constantinopla.

## Nacimientos
- Thiadsvind, princesa frisia.